# Commise

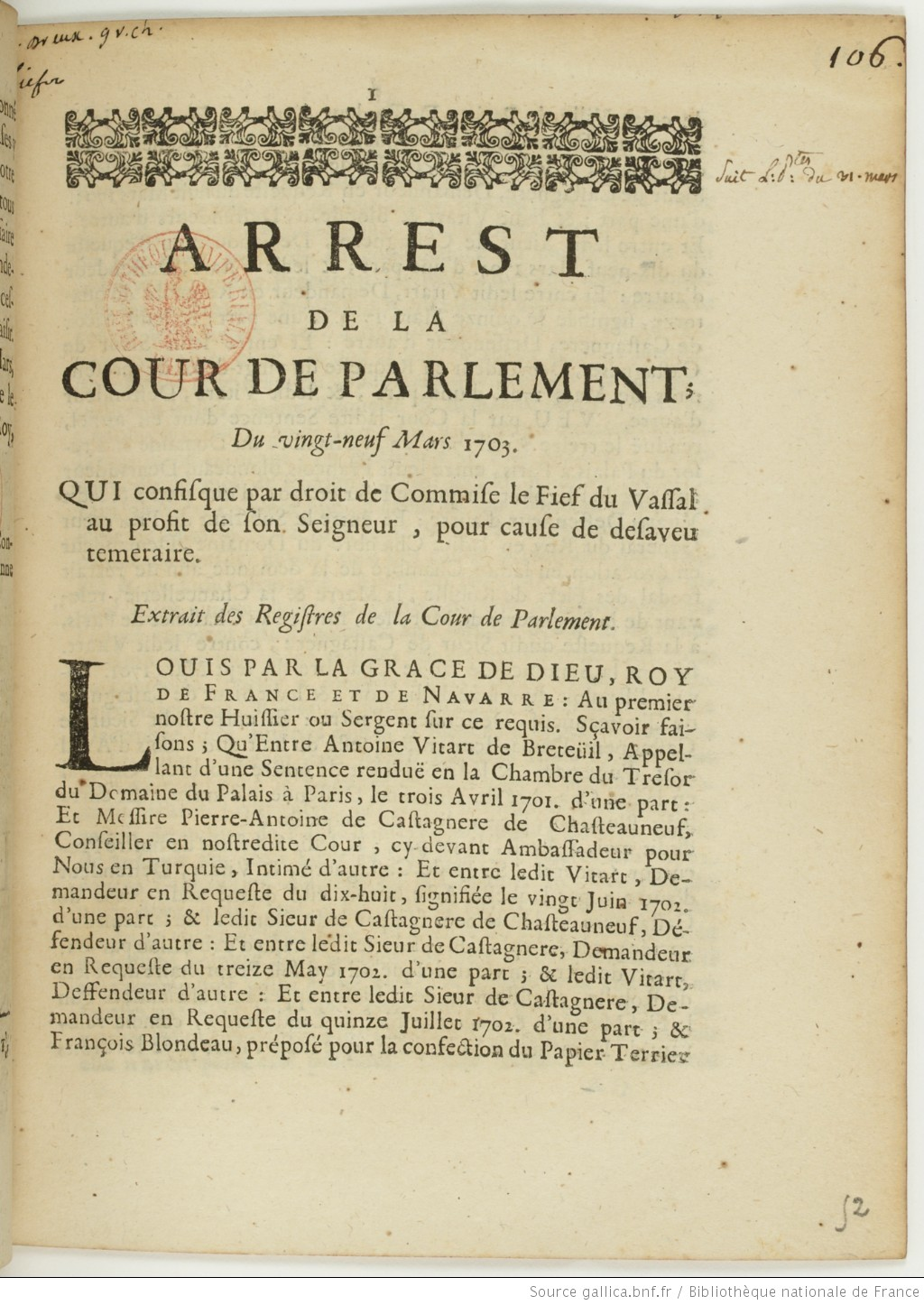
Page 1 de l'arrêt de la Cour de Parlement qui confisque par droit de commise le fief du vassal au profit de son seigneur, pour cause de désaveu téméraire. Parlement de Paris en 1703

Au Moyen Âge, la commise désignait,  en droit féodal, la confiscation du fief du vassal par le seigneur. On disait que le fief était alors tombé en commise.

## Histoire
La commise trouve son origine dans le droit romain commissum qui signifie délit et confiscation à titre de pénalité,. Dans son acception la plus large, commise signifie toute sorte de confiscation.

## Nature juridique de la commise féodale
La commise est une punition, c’est une sanction pénale, par laquelle le seigneur du fief peut réunir pour toujours à son domaine le fief de son vassal. Les raisons peuvent être soit le désaveu, soit la félonie du vassal.
Le désaveu du seigneur existe lorsque le vassal ne reconnaît pas dépendre du seigneur. Il est appelé « prodition », proche de trahison. C'est le cas lorsque le nouveau vassal n'a pas fait hommage pour son fief dans les délais coutumiers (habituellement, un an et un jour).
Il y a félonie lorsque le vassal manque à la fidélité qu'il doit à son seigneur. Dans l’Encyclopédie ou dictionnaire raisonné des sciences, le crime de félonie est décrit ainsi : « le crime se commettait de plusieurs façons, par exemple si le vassal avait vécu en concubinage avec la femme de son seigneur, ou qu'il eût pris avec elle quelques familiarités déshonnêtes ; s'il avait débauché la fille ou la petite fille de son seigneur : la même peine avait lieu par rapport à la sœur du seigneur. Il y avait aussi félonie lorsque le vassal attaquait son seigneur, ou le château de son seigneur, sachant que le seigneur ou sa dame y étaient. »  
La commise n'était pas encourue de plein droit : elle devait être auparavant prononcée par jugement.
Le droit de commise a été aboli par l’article 7 du titre I du décret des 15-28 mars 1790 : « Toutes saisies féodales et censuelles et droits de commise sont abolis ; […] »